# La Fémis

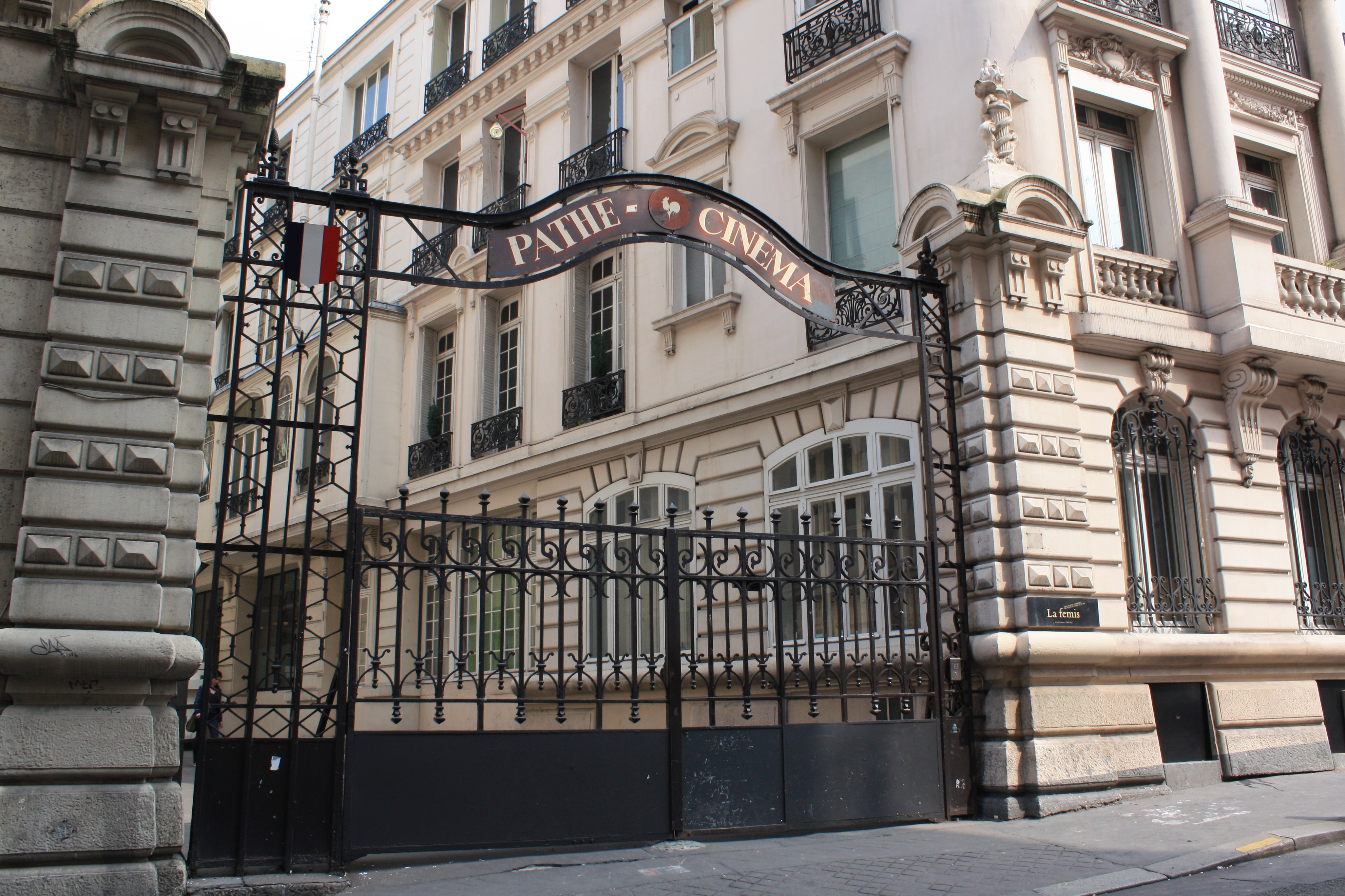
La Fémis

La Fémis - Nationaal Hoger Onderwijs voor beroepen op het gebied van geluid en beeld - is een Franse school waar veel filmmakers, scenarioschrijvers en filmtechnici zijn opgeleid.
La Fémis werd in 1943 opgericht in Parijs, als de IDHEC, het Institut des hautes études cinématographiques.
Om te kunnen studeren aan de La Fémis moet een zwaar examen worden afgenomen. Elk jaar presenteren zich 1200 kandidaten voor dit concours. Uiteindelijk worden er 38 geselecteerd voor 7 onderdelen (mise-en-scène, scenario, productie, beeld, geluid, montage, decor). Het concours vindt plaats van februari tot juli en bestaat uit verschillende etappes : dossier van persoonlijk onderzoek, toets filmanalyse, examens per onderdeel en een gesprek. Kandidaten onder de 27 jaar met twee jaar universitaire studie kunnen zich inschrijven voor dit concours.

## Bekende alumni
- Theo Angelopoulos
- Jean-Jacques Annaud
- Alain Corneau
- Costa Gavras
- Patrice Leconte
- Louis Malle
- François Ozon
- Alain Resnais
- Volker Schlöndorff
- André Téchiné
- Johan van der Keuken